# Christopher Isherwood
Christopher William Bradshaw Isherwood (26. srpna 1904 – 4. ledna 1986) byl britský spisovatel naturalizovaný ve Spojených státech (americké občanství získal roku 1946). Byl znám svou inspirací ve východních filozofiích a svou životní zkušeností jakožto otevřeně homosexuálního muže.
Ve 30. letech pobýval v Německu. O vlastních zážitcích, atmosféře a lidech v přednacistické Výmarské republice sepsal knihu Goodbye to Berlin (1939), dnes většinou vydávanou jako komplet pod názvem The Berlin Stories (1945), který byl později převeden do divadelní, muzikálové a nakonec i filmové podoby skrze film Kabaret z roku 1972 režírovaný Bobem Fossem. Mezi jeho další známá díla patří román A Single Man (1964), který byl roku 2009 zfilmována s Colinem Firthem v hlavní roli, nebo memoár Christopher and His Kind (1976), který se dostal do centra pozornosti tehdejšího LGBTQ hnutí, protože pojednává o Isherwoodově životě jakožto gaye v přednacistickém Německu. V roce 2011 byl rovněž zfilmován v produkci BBC. O jeho vztahu s mladým milencem Donem Bachardym byl roku 2008 natočen film Chris & Don.